# Baldomero Sanín Cano
Baldomero Sanín Cano, né le 27 juin 1861 à Rionegro (Colombie) et mort le 12 mai 1957 à Bogota, était un essayiste, journaliste, linguiste et professeur d'université colombien.
Il est devenu sous-secrétaire de l'administration de Rafael Reyes Prieto et de l'ambassadeur de la Colombie en Angleterre.
Il a été collaborateur du magazine Hispania et du journal El Tiempo. Il a également été rédacteur dans le journal La Nación de Buenos Aires.

## Travaux
- La administración Reyes 1904-1909 (1909)
- Colombia hace sesenta años (1888)
- An elementary Spanish grammar (1918)
- La civilización manual y otros ensayos (1925)
- Indagaciones e imágenes (1926)
- Manual de historia de la literatura española (1926)
- Crítica y arte (1932)
- Divagaciones filológicas y apólogos literarios (1934)
- Ensayos (1942)
- De mi vida y otras vidas (1949)
- El humanismo y el progreso del hombre (1955)
- Pesadumbre de la belleza y otros cuentos y apólogos (1957)
- Letras colombianas (1984).